# 短叶金茅
短叶金茅（学名：Eulalia brevifolia）为禾本科金茅屬下的一个种。

## 扩展阅读
- 維基物種上的相關：短叶金茅